# کریستین ماری کبانوس
کریستین ماری کبانوس (به انگلیسی: Christine Marie Cabanos؛ زادهٔ ۱۲ ژوئیهٔ ۱۹۸۸) صداپیشهٔ آمریکایی فیلیپینی‌تبار است.

## زندگی شخصی
کبانوس طی مصاحبه‌ای که با کرانچی‌رول داشت می‌گفت با دیدن کارتون‌ها و تماشا کردن انیمیشن‌های سریالی و فیلم‌های دیزنی و نیکلودئون بزرگ شده‌است. و صداپیشهٔ چاکی فینستر از راگرتز یعنی کریستین کواناوگه باعث شد تا دلش بخواهد صداپیشه شود.